# Egocentrica (album)
Egocentrica  è il primo album della cantautrice italiana Simona Molinari, pubblicato il 20 febbraio 2009.
L'album è stato pubblicato in seguito alla partecipazione dell'artista al Festival di Sanremo 2009 nella sezione "Proposte" con il brano Egocentrica, da cui prende nome l'album.

## Il disco
Il disco contiene 12 tracce, precisamente 6 inediti e 6 cover, ed è stato promosso dai singoli Egocentrica (che è anche il primo singolo in assoluto della cantautrice, che è stata lanciata da Valeriano Chiaravalle, con la quale formerà un sodalizio nel 2011) e Nell'aria.
Tra le cover figura la colonna sonora del film La vita è bella, ovvero Life Is Beautiful.
Riguardo al titolo dell'album, l'artista ha detto:
"Volevo parlare dell'egocentrismo, che secondo me è un po' la malattia di questi tempi. Siamo tutti molto presi da noi stessi. Volevo raccontare questo aspetto in maniera divertente e ironica anche se con un velo di amarezza. Perché l'egocentrismo in fondo è una richiesta di attenzioni, affetto e amore, che dimostra una fragilità."
Dall'album, oltre che al brano presentato al Festival di Sanremo 2009, viene estratto come secondo singolo il brano Nell'Aria, di cui l'artista registra il video tra le macerie della sua città adottiva, L'Aquila, colpita poco prima da un devastante terremoto.

## Tracce
1. Come sabbia – 3:04
2. Egocentrica – 3:02
3. Ta douleur – 3:31
4. Memorie – 6:51
5. Peccato originale – 4:01
6. Il mondo in un puntino – 4:00
7. Nell'aria – 3:41
8. Life Is Beautiful – 2:35
9. Nel blu dipinto di blu – 4:03
10. La Vie en rose – 4:22
11. Non è l'amore che va via – 3:31
12. Que sera sera (Whatever will be) – 3:45

## Formazione
- Simona Molinari - voce
- Alberto Clemente - chitarra
- Gianni De Crescenzo - tastiera
- Nicola Valente - batteria, chitarra
- Giò Di Tonno - pianoforte
- Fabio Colella - batteria
- Carlo Avarello - chitarra classica
- Francesco Cecchet - basso
- Raffaele Pallozzi - pianoforte
- Fabrizio Pierleoni - basso
- Fabrizio Bosso - tromba
- Stefano Di Battista - sax

## Classifiche
| Classifica (2009) | Posizione |
| ----------------- | --------- |
| Italia            | 75        |